# Peter Philippi
Peter Philippi (* 30. März 1866 in Trier; † 17. August 1945 in Rothenburg ob der Tauber) war ein deutscher Genremaler und Porträtist.

## Leben
Philippi war der Sohn des Trierer Buchbinders und Buchhändlers gleichen Namens und der Winzertochter Katharina geb. Theisen aus Rachtig/Mosel. Der Vater übernahm 1869 eine alt eingesessene Buchhandlung in bester Trierer Geschäftslage nahe dem Hauptmarkt. Die spätbiedermeierliche Ausstattung von Ladenlokal und darüber liegenden Wohnräumen wurde in Familienbesitz über ein Jahrhundert hinweg unverändert bis zur Schließung der Buchhandlung und dem Verkauf des Anwesens im Jahre 1983 beibehalten. In diesem konservativen, aber mit Geschäftssinn gepaarten Umfeld verbrachte Peter Philippi jr. seine Kinder- und Jugendjahre – eine Sozialisation, die sein späteres Kunstschaffen entscheidend prägen sollte. Nach dem Besuch des Königlichen Gymnasiums von 1876 bis zum Jahresende 1883 verließ er Trier, um in Düsseldorf Malerei zu studieren. Anhaltspunkte für eine vorherige künstlerische Grundausbildung in Trier fehlen.

### Kunstakademie Düsseldorf
Das im Wintersemester 1884 begonnene Studium an der Düsseldorfer Kunstakademie dauerte, mit Unterbrechungen wie dem 1891/92 in Trier abgeleisteten Wehrdienst als Einjährig-Freiwilliger, bis 1897/98 und schloss mit einem Reisestipendium ab. Erhalten blieb die Aufnahme-Urkunde Philippis in die Vorbereitungsklasse zur Figurenmalerei vom 25. Mai 1886. Zu seinen Lehrern gehörten unter anderen Hugo Crola, Adolf Schill und Peter Janssen der Ältere. Als Studienhöhepunkt galt ihm sein Aufenthalt in der Meisterklasse des Bibel- und Historienmalers Eduard von Gebhardt, wenngleich er dessen überwiegend religiöse Motivik für sein eigenes Werk ausblendete. Geselligkeit suchte und fand Philippi im Künstlervereins Malkasten, dem er 1897/98 als studierendes Mitglied und von 1899 bis 1905 als sog. ordentliches Mitglied angehörte. Bereits 1885 hatte er zudem mit Kommilitonen, darunter auch Otto Modersohn, die Künstlervereinigung „Akademischer Verein Tartarus“ gegründet, der in seinen Netzwerken mindestens bis 1913 fortbestand. Philippi benutzte in der Vereinigung den Alias „Filbert“; er wurde als streitbarer Mensch geschildert, der sich offen für Kultur- und Kunstkritik zeigte und sich im Schreiben von witzigen und feinsinnigen Versen verstand. Im November 1886 wurde Philippi wegen eines Zwischenfalls mit Thomas Theodor Heine für vier Wochen von der Akademie ausgeschlossen. Auch nach dem Abschluss seines Studiums blieb Philippi zunächst in Düsseldorf ansässig, unterhielt aber weiterhin regelmäßige Kontakte zu seiner Heimatstadt Trier. 1905 heiratete er in Düsseldorf seine Studienkollegin Constanze Schmitz aus Berlin.

### Rothenburg ob der Tauber

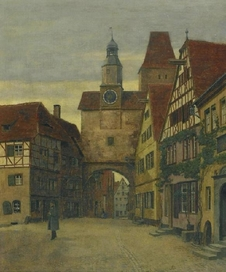
Rothenburg, Partie in der Altstadt mit Rödergasse und Markusturm

Auf der Suche nach einer „in der Form unverdorbenen Umwelt“ zog Philippi 1906 von Düsseldorf nach Rothenburg ob der Tauber und mietete dort am Marktplatz (Marienapotheke) eine großräumige Wohnung, die er bis zum Lebensende innehatte. Im gleichen Jahr erschien im Kunstwart-Verlag eine erste Philippi-Mappe mit qualitätvollen Reproduktionen seiner Gemälde, die ihn überregional bekannt machte. Als öffentliche Auszeichnungen folgten 1910 die Verleihung der „Preußischen Goldenen Medaille für Kunst und Wissenschaft“ und die Ernennung zum außerordentlichen Mitglied der Düsseldorfer Kunstakademie. Zur Vorbereitung auf den Besuch dieser Ausbildungsstätte erteilte er dem Trierer Maler Ernst Brand 1920/21 über ein Jahr lang Privatunterricht. 1923 gründete Philippi zusammen mit den Malern Adolf Hosse, Gustav Lüttgens, Paul Lumnitzer, Hans Prentzel, Wilhelm Schacht, Rudolf Schacht und Arthur Wasse den Rothenburger Künstlerbund, für den die Stadt ständige Ausstellungsräumlichkeiten bereitstellte. 1930 war er ebenfalls Gründungsmitglied der Gesellschaft bildender Künstler und Kunstfreunde in Trier. Nach der Scheidung seiner ersten Ehe, aus der sein einziges Kind, die Tochter Mathilde stammte, heiratete er 1923 Elisabeth Pies aus Trier. Zum 60. Geburtstag 1926 verlieh ihm der Freistaat Bayern den Titel „Professor der bildenden Künste“. Nach der sog. Machtergreifung 1933 wurde er auf seinen Antrag hin in die Reichskulturkammer – Reichskammer der bildenden Künste – aufgenommen.

## Werkübersicht

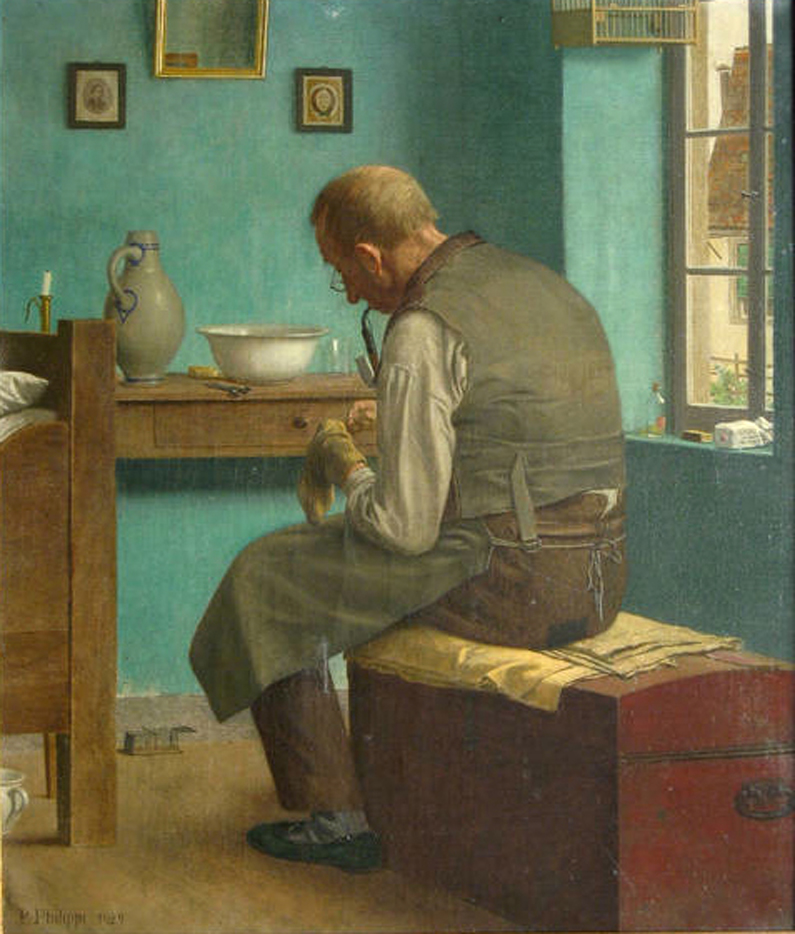
Der Junggeselle, 1929

Für das mit ca. 120 Gemälden überschaubare Gesamtwerk Philippis wird auf die umfangreichen Auflistungen bei Beate Decker und Christoph Krapp (vgl. Lit. Verz.) verwiesen. Die Motiv- und Titelwahl des Malers wie „Der Junggeselle“, „Der Student“, „Fränkischer Bauer“, „Im Hausflur“, „Grüß Gott“, „Tante Adelchen“, „In der Sommerfrische“ oder „Kaffee-Besuch“ usw. lässt die hier abgehandelten harmlosen Genreszenen erkennen.

### Stilistische Einordnung
Der älteren Traditionslinie der Düsseldorfer Akademie und Vorbildern wie Ludwig Knaus, Benjamin Vautier d. Ä., Hugo Oehmichen u. a. folgend, verschrieb sich Philippi einer dezidiert gegenständlichen Genremalerei in tonigen Farben. Unbeeinflusst von zeitgenössischen Umbrüchen und Kunstströmungen hielt er sich über Kaiserzeit und zwei Weltkriege hinweg bis zu seinem Tod an diese Malweise. Motivisch war er dabei auf einen Detail versessenen Exkurs in die Vergangenheit fixiert: Auf das Biedermeier samt provinziellem Nachzüglertum seiner Jugendzeit. Philippi schätzte diese Zeitspanne als „unsere letzte wirkliche Stilepoche“, deren Stimmungsgehalt er als „Herzensangelegenheit“ erhalten wollte. Dementsprechend gestaltete er seine Gemälde, die er mit minutiösen Konstruktionszeichnungen in eng gesetzten Hilfslinien vorbereitete. Er steckte seine Protagonisten in altbackene Kleidungsstücke aus dem Kleinbürgermilieu und postierte sie in entsprechende Interieurs oder in eine kleinstädtisch anmutende Umgebung. Um Stimmigkeit zu erzielen, wählte er fast ausschließlich ältliche Personen und gab ihrem Agieren leicht anekdotische Züge bei. Umfangreiche Konvolute an Bleistiftskizzen sowie eigene Foto- und Antiquitätensammlungen dienten ihm als unterstützende Arbeitsmittel. Auch für seine Porträtköpfe, die bisweilen an die Tronjes altniederländischer Malerei erinnern (z. B. Lachende Frau, 1917), suchte er gerne von Alter und Entbehrung gezeichnete Modelle aus. Hatte er Porträts ohne diesen historisierenden Rahmen zu erstellen, wie die zahlreichen Bildnisse Trierer Honoratioren, lief er Gefahr, im Formelhaften stecken zu bleiben (Trierer Oberbürgermeister von Bruchhausen, 1926).

### Zwiespältiger Karrieregipfel

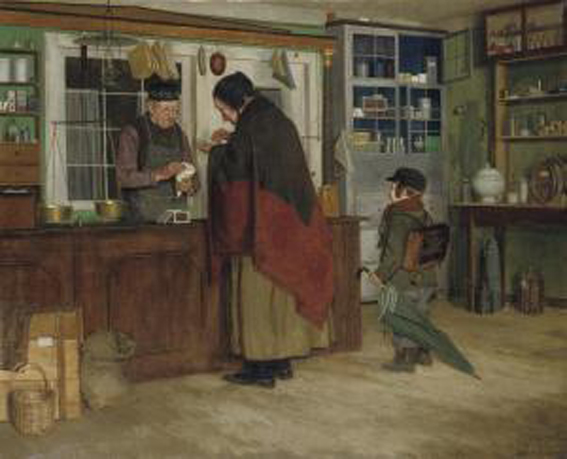
Beim Krämer, Große Deutsche Kunstausstellung, 1943

Philippi war ein tüchtiger Geschäftsmann, der hohe Preise für seine Auftragswerke forderte und erhielt. Konservative, durch die Fülle moderner „Ismen“ verunsicherte Publikumsschichten schätzten seine oft fälschlich für romantisch gehaltenen Gemälde. Aber auch öffentliche Institutionen und Museen erwarben seine Werke, unter denen sich mehrfache Wiederholungen gefragter Motive befanden. Seinen hohen Bekanntheitsgrad verdankte Philippi jedoch vor allem der Vervielfältigung seiner Gemälde in Bildmappen und Tausenden von Bildpostkarten. Einen Querschnitt seiner Arbeiten legte er zudem mit seinem 1938 erschienenen Band „Die kleine Stadt und ihre Menschen“ vor, der neben dem Bildmaterial eigene Gedichte und launige „Erlebnisse mit meinen Modellen“ enthielt (vgl. Lit. Verz.). Der Plan zu diesem Buch war auf der Eröffnung der „Großen Deutschen Kunstausstellung 1937“ in Hitlers „Haus der Deutschen Kunst zu München“ gereift und stand am Beginn der Ehrungen, mit denen das nationalsozialistische System den Maler überschüttete. Die „köstliche, behaglich-idyllische Kleinmalerei mit ihrem geistvollen Humor“ passte perfekt in die Kunstdoktrin des Dritten Reiches, und Philippi ließ sich feiern und lieferte. Als Anerkennung erhielt er zu seinem 75. Geburtstag 1941 die Goethe-Medaille für Kunst und Wissenschaft, die unter Begutachtung der künstlerischen Leistungen: „Prof. Philippi war stets ein Vertreter bester deutscher Kunst“ sowie der politischen Zuverlässigkeit verliehen und in überregionalen Pressemitteilungen bekannt gemacht wurde. Für seine steile Karriere in der NS-Zeit stehen auch die insgesamt 48 Exponate, die er auf den „Großen Deutschen Kunstausstellungen“ in München zwischen 1937 und 1943 zeigen konnte. Damit nahm er eine Spitzenstellung unter den bildenden Künstlern ein, zumal ihm 1943 am selben Ort eine Sonderausstellung mit 36 Gemälden eingerichtet wurde. Ein großformatiges Mappenwerk vervielfältigte 16 der Exponate im Vierfarbendruck. 1944 schließlich wurde der genehme Maler in die „Gottbegnadeten-Liste“ (Führer-Liste) der wichtigsten Maler des NS-Staates, aufgenommen. Diese NS-Belastungen tangierten jedoch später nicht ernsthaft die Nachfrage nach seinen Werken im Kunsthandel; beispielsweise wurde 1997 in einer rheinischen Auktion sein Gemälde „In der Sommerfrische“, eine späte Wiederholung der Fassung von 1911 und Titelbild des Kataloges, mit 33.000 DM zugeschlagen. In Rothenburg o. d. T. trägt ein Weg seinen Namen.

### Ausstellungen (Auswahl)
- Trier, 1913 – Ausstellung „Eifel-Kunst und -Kultur aus alter und neuer Zeit“, Handwerker- und Kunstgewerbeschule Trier
- Trier, 1921 – Künstlervereinigung „Trierer Malergruppe“, Gründungsausstellung im Trierer Casino
- Trier, 1925 – Gewerbeschau anlässlich der Tausendjahrfeier der Rheinlande, Gebäude A = Handwerker- und Kunstgewerbeschule (Philippi als Mitglied der Trierer Künstlergilde)
- Trier, 1928 – Ausstellung der Freien Vereinigung Trierer Künstler im Provinzialmuseum Trier (Philippi als Ehrengast)
- Trier, 1930 – Ausstellung „Gesellschaft Bildende Künstler und Kunstfreunde“ im Trierer Casino (Philippi als Gründungsmitglied der Gesellschaft)
- Düsseldorf 1932 – „Düsseldorf-Münchener Kunstausstellung“ im Kunstpalast (Philippi als Mitglied des Vereins zur Veranstaltung von Kunstausstellungen Düsseldorf)
- Trier, 1936 – Sonderausstellung zum 70. Geburtstag Philippis, veranstaltet vom Moselmuseum der Stadt Trier, dem Freundeskreis des Künstlers und der NS-Kulturgemeinde
- München, 1937 bis 1943 – Nationalsozialistische „Große Deutsche Kunstausstellung im Haus der Deutschen Kunst zu München.“ Jährliche Beteiligung Philippis.
- München, 1943 – Sonderschau mit 36 Gemälden Philippis im Rahmen der Großen Deutschen Kunstausstellung 1943
- Trier, 1944 – Museum der Stadt Trier, Ausstellung „Neuerwerbungen im Jahre 1943“
- Trier, 1985 – Städtisches Museum Simeonstift Trier, Ausstellung zum 40. Todestag „Peter Philippi (1866–1945) – Die kleine Stadt und ihre Menschen“
- Rothenburg, 2016 – „Peter Philippi. Retrospektive zum 150. Geburtstag“, Ausstellung im Reichsstadtmuseum Rothenburg ob der Tauber

### Publikationen (Auswahl)
- Peter Philippi: Die kleine Stadt und ihre Menschen – Bilder/Erlebnisse/Gedichte. Einführung Carl Meißner. Walter Hädecke Verlag Stuttgart 1938 und 1945–1949.